# Antonio Prieto (atleta)
Antonio Prieto Velasco (n. Hontoria, Segovia; 11 de enero de 1958) es un exatleta español, considerado uno de los grandes del fondo y del campo a través español, y continuador de los éxitos del legendario Mariano Haro.

## Trayectoria como atleta
Fue uno de los atletas más populares en España. Como a Mariano Haro, le faltó para completar su carrera la consecución de un título internacional, o al menos el de una medalla, pero su pundonor y su entrega siempre estuvieron por encima de toda duda. Fue plusmarquista nacional de 5.000 y 10 000 metros lisos. Fue cuatro veces campeón de España de campo a través, dos veces quinto en los Campeonato mundial de campo a través y en otras cuatro ocasiones estuvo entre los diez primeros. En las pruebas de 5.000 y 10 000 metros acumuló un total fue siete campeonatos de España. Fue internacional con la selección española de atletismo, participando además en tres Juegos olímpicos, donde consiguió ser décimo en la prueba de 10.000m en Seúl 1988, dos Campeonatos del Mundo y dos Campeonatos de Europa, consiguiendo en esta última un quinto puesto en Split 90, de nuevo en la prueba de 10.000m lisos. Retirado del atleta, siguió ligado a este deporte como entrenador desde 1990. Ha desempeñado la labor de Técnico de Alta Competición en el Consejo Superior de Deportes.

## Palmarés nacional
- Mejor atleta español del año: 1983 y 1990.
- Campeón de España de Campo a través 1982, 1983, 1984, 1991.
- Campeón de España de 5000 m lisos: 1980, 1981.
  - 1980 14:02.3
  - 1981 13:36.35
- Campeón de España de 10 000 m lisos: 1980, 1982, 1983, 1984, 1992.
  - 1980 29:18.3
  - 1982 28:37.2
  - 1983 28:24.5
  - 1984 28:46.0
  - 1992 28:14.25

## Palmarés internacional
- 1978 Mundial Universitario de Cross en Lausana primer puesto con una marca de 30:38
- 1983 Juegos del Mediterráneo en Casablanca tercer puesto en 5,000 metros lisos con una marca de 13:59.91
- 1983 Campeonatos Iberoamericanos en Barcelona primer puesto en 10,000 metros lisos con una marca de 28:58.19
- 1983 Copa de Europa de Atletismo primero división en Praga primer puesto en 10000 metros lisos con una marca de 28:57.21
- 1989 Copa del Mundo de Atletismo en Barcelona tercer puesto	10,000 metros lisos con una marca de 28:07.42
- 1990 Mundial de Cross en	Aix Les Bain tercer puesto por equipos con 176 puntos.
- 1991 Mundial de Cross en	Amberes	tercer puesto por equipos con 198 puntos.